# Hesperoclytus katarinae
Hesperoclytus katarinae là một loài bọ cánh cứng trong họ Cerambycidae.